# Vohlisaari (ö i Birkaland, Övre Birkaland, lat 61,99, long 24,60)
Vohlisaari är en ö i Finland.   Den ligger i kommunen Mänttä-Filpula i kommunen Mänttä-Filpula i den ekonomiska regionen  Övre Birkaland  och landskapet Birkaland, i den södra delen av landet, 200 km norr om huvudstaden Helsingfors. Vohlisaari ligger i sjön Kuorevesi.